# コウゾ属
コウゾ属（コウゾぞく）またはカジノキ属（カジノキぞく）は、クワ科の1属である。落葉低木。樹皮を利用するために栽培される。

## 種
次の4種が認められている。
- ツルコウゾ Broussonetia kaempferi
- ヒメコウゾ Broussonetia kazinoki
- Broussonetia kurzii
- カジノキ Broussonetia papyrifera

このほか、雑種コウゾ Broussonetia kazinoki × papyrifera があるが、Broussonetia kazinoki の和名をコウゾとすることもある。
コウゾ、ヒメコウゾ、カジノキは、古い文献では明確に区別されていないことも多い。現在でも産業界では区別せずコウゾと呼ぶこともあるが、輸入品はカジノキが主である。

## 利用
丈夫な繊維でできた樹皮が利用される。種により品質が違うともされるが、利用法の違いはほとんどない。
日本では糸にほぐして木綿 (ゆう)を作り、それを織って太布（たふ）にする。また、繊維に分解し、和紙、画仙紙などの紙の原料にもなる。
ポリネシアでは、樹皮をそのまま叩いて伸ばし張り合わせ、タパにする。
葉は家畜の飼料に用いられるものがある。